# José Luján Pérez, el hombre y la obra 200 años después

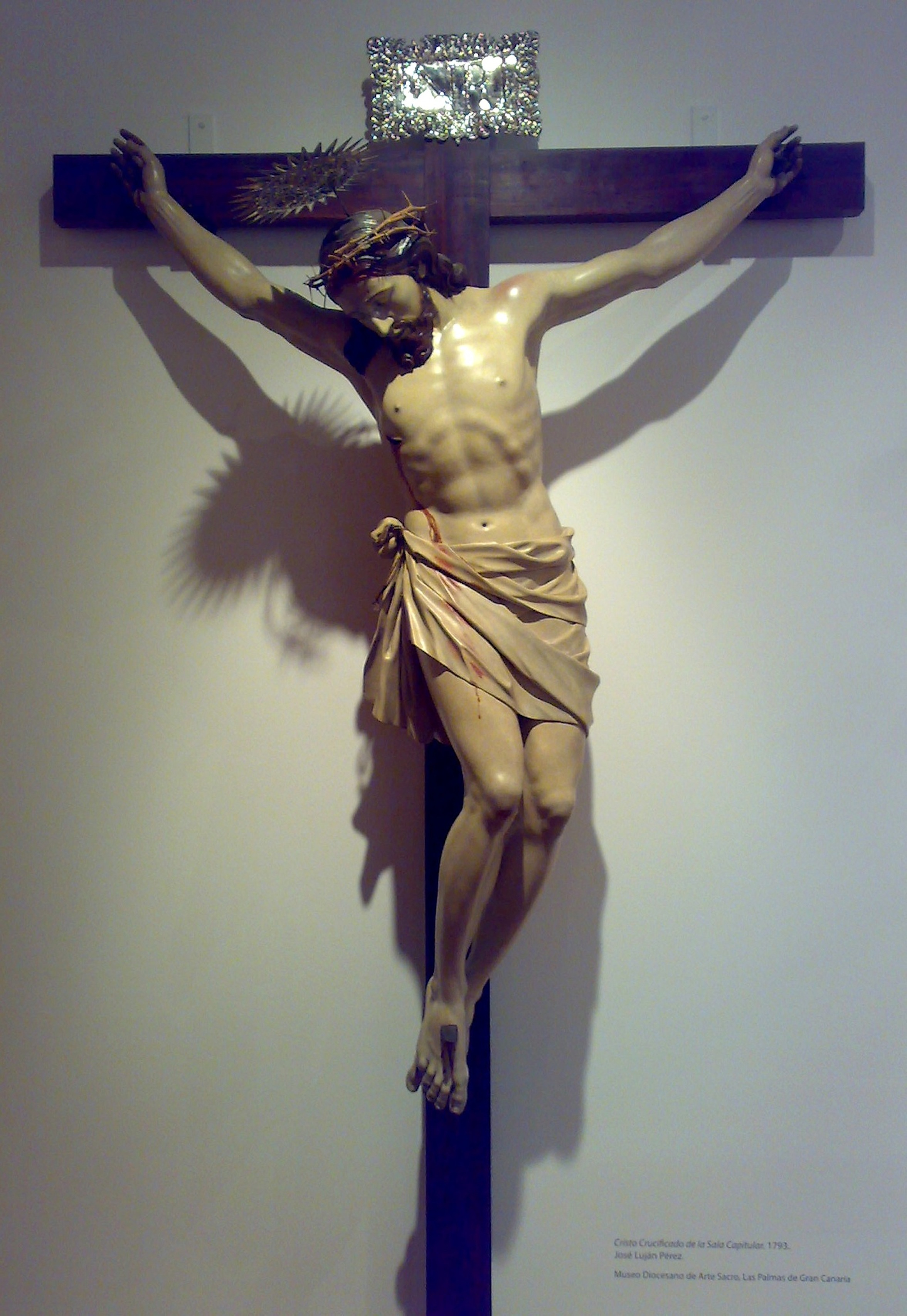
Santísimo Cristo de la Sala Capitular, imagen que participó en la exposición conmemorativa en el itinerario expositivo "Escenografía del dolor"

José Luján Pérez, el hombre y la obra 200 años después, fue una exposición dedicada al escultor y arquitecto José Luján Pérez para conmemorar el 200 aniversario de su fallecimiento. La exposición estuvo abierta al público desde el 28 de abril al 30 de agosto de 2015 y tuvo como sede el Centro de Cultura Contemporánea de San Martín, ubicado en la ciudad de Las Palmas de Gran Canaria, isla de Gran Canaria (España).

## Organización de la exposición conmemorativa
La exposición ha sido producida por el Cabildo Insular de Gran Canaria, a través del Centro Atlántico de Arte Moderno, con la colaboración de la Diócesis de Canarias. La exposición contó con 175 piezas procedentes de Gran Canaria, siendo en su mayoría obras del escultor guiense, contando también con obras de sus discípulos y por autores coetáneos al artista.

## Itinerarios expositivos
La exposición comisariada por María de los Reyes Hernández Socorro, catedrática de Historia del Arte de la Universidad de Las Palmas de Gran Canaria contó con los siguientes itinerarios expositivos:
- El artista y sus coetáneos.
- Lección de Anatomía.
- Ángeles e Infantes.
- María, Virgen y Madre.
- Escenografía del dolor.
- Un renovado mundo de Santos.
- Luján en el taller.
- Proyectos arquitectónicos. Cuaderno de viaje para una exposición.
- Platería de la Catedral de Canarias en tiempos de Luján.
- La estela de Luján.
- Luján Pérez en los Documentos.

## Actividades paralelas
- Paralelamente a esta exposición, san Martín acogió del 6 al 20 de mayo el seminario ‘José Luján Pérez y la escultura de su época: 1756-1815’ que estuvo conformada por tres conferencias de destacadas personalidades de la Historia del Arte en España y una visita guiada de la comisaria de la muestra.[3]

- El cabildo de Gran Canaria organizó diez visitas guiadas gratuitas a la muestra antológica del 18 al 22 y del 25 al 29 de agosto y que sirvió cómo clausura de la exposición la cual tuvo lugar el 30 de agosto.[5][6]

## Restauración de la Virgen de la Encarnación
La Virgen de la Encarnación, obra del artista homenajeado, fue restaurada por el restaurador Iván Arencibia durante todo el periodo de la exposición, en la sala "María, Virgen y Madre". Durante la restauración la imagen de la Virgen fue sometida a un TAC en el Hospital Vithas Santa Catalina, costeado por su restaurador y que permitió conocer datos inéditos acerca de la técnica del escultor.